# Paracaudina coriacea
Paracaudina coriacea is een zeekomkommer uit de familie Caudinidae.
De wetenschappelijke naam van de soort werd in 1872 gepubliceerd door Frederick Wollaston Hutton.